# Михайло Суличич
Миха́йло Сули́чич (Суличенко, Сулитич) (1-а пол. XVII століття. — пом. 18 квітня 1672) — козацький військовий та державний діяч, Паволоцький полковник, Генеральний суддя Війська Запорозького та Наказний гетьман.

## Життєпис

### Походження та ранні роки
За однією з версій, народився на території Паволоцького полку в першій половині XVII століття. Хоча, у Реєстрі 1649 року серед козаків Чорнокам'янської сотні Білоцерківського полку значиться Савка Сулятиц, а потім у цій же сотні записаний козак Михайло, прізвище якого не вказано. Цей варіант можливий, в тому числі, через відносну близькість Чорної Кам'янки до Паволочі, приналежність обох до Білоцерківського полку 1649 року. Натомість, дослідник С. Коваленко припускає, що М. Суличича було внесено до Реєстру під іменем Михно Сульщенко дев'ятнадцятим у складі Драгилевої сотні Черкаського полку. Тому, перед службою у Паволоцькому полку він служив у Черкаському полку і, ймовірно, був родом з Черкас або тривалий час там мешкав. На користь цієї версії свідчить також те, що його гаданий син Андрій Суличич займав в цьому полку посаду писаря протягом 1659-1662 років.

### Роки Хмельниччини
Протягом Хмельниччини Михайло Суличич виконував дипломатичні місії Б. Хмельницького, очолював козацькі посольства.

#### Посольство до Московського царства
12 січня 1651 року гетьман відправив посольство на чолі з М. Суличичем до Московського царства з проханням зберігати дружні відносини з Україною і не допомагати Речі Посполитій. Суличич, очевидно за вказівкою Хмельницького, щоб привернути на свій бік царя та його вельмож, в Москві наголошував, що: «Гетман Богдан Хмелницкой… коли был и не гетманом того искал, чтобы ему быть царского величества под высокою рукою…». В середині березня він повертається з Москви разом із московським послом М. Лопухіним, який привіз гетьману царські грамоти.

#### Паволоцьке полковництво
У червні 1653 р. Михайло Суличич вперше згадується як паволоцький полковник. Є думка, що цьому призначенню могло передувати його переведення до Паволоцького полку після відновлення останнього в 1651-1652 роках.

#### Відрядження до Волощини та Трансільванії
В цей час Богдан Хмельницький робить спробу порозумітися з правителями Валахії й Трансільванії: приблизно 11-12 червня він відправив паволоцького полковника М. Суличича до Дьєрдя II Ракоці та Матвія Басараба, переконуючи їх у доцільності збереження миру з його сватом В. Лупу. Трансільванський князь більш як на півроку затримав у себе це посольство. Під час Переяславської ради М. Суличич перебував у Семигороді, тому не присягав на вірність московському цареві. Лише в кінці січня 1654 року Ракоці вирядив його назад і вислав з ним листи від себе та від своїх союзників — воєводи молдавського і мунтянського наступного змісту: Ракоці виправдувався, чому він затримав торік гетьманських послів, і виявляв бажання відновити давні приязні відносини.
За відсутності Суличича, до Паволоцького полку 14 (24) січня 1654 року був виряджений стольник і думний дворянин Іван Степанович Тєлєпнєв для того, щоб «всяких чинов людей к вере приводить и городы и всякие крепости и наряд в зелье и свинец и всякое строение описать». Як видно далі, ця місія була невдалою, полк довгий час не приймав присяги на вірність царю. У листі від 19 (29) липня 1654 р. з-під Фастова до царя Олексія Михайловича Богдан Хмельницький зазначав, що Паволоцький полк разом з Вінницьким несе варту проти «ляхів», а тому неможливо скласти реєстр.

#### Втрата посади полковника
Лише в першій половині лютого 1654 року Суличич повернувся з посольства. Звідтоді й по травень 1655 року згадки про нього як паволоцького полковника зникають. На думку В. Кривошеї, в цей період він полишив цю посаду. Невідомо, з чим це пов'язано — можливо далася взнаки відмова присягати на вірність царю після Переяславської ради. В цей час як паволоцькі полковники, зокрема наказні, згадуються в джерелах Григорій Зубченко (квітень 1654) та Михайло Богаченко (серпень-жовтень 1654).
У збірці «Універсали Богдана Хмельницького 1648—1657» в Наказі Б. Хмельницького від 28 вересня (8 жовтня) 1654 р. послові до московського уряду Антону Ждановичу першим пунктом було вказано «Обявить то, что посылали полковника паволоцкого до Крыму тогда и до сего времени задержали и не отпускают». У примітці упорядників вказано, що тут йдеться про «Михайла Суличича, який був паволоцьким полковником у 1653—1654 рр.». Хоча, очевидно, тут сталася помилка і в даному випадку мова йде про паволоцького полковника М. Богаченка, який саме в цей час перебував з посольством у Криму. Проте дослідник С. Коваленко взагалі припускає, що М. Суличич і М. Богаченко — одна і та ж особа. Як він зазначає, М. Суличич іноді послуговувався прізвищем Богаченко. Тому Коваленко вважає, що М. Суличич повернувся на посаду паволоцького полковника у вересні 1654 року і одразу після цього його було відправлено з посольством до Криму, хоча в усіх документах йдеться про посольство саме М. Богаченка.

#### Відновлення на посаді
На думку В. Кривошеї, вдруге М. Суличич обіймав посаду паволоцького полковника з травня 1655 по червень 1658 року, хоча докладних писемних відомостей про це майже немає, а ті, що є, відносяться переважно до 1658 року.

### Гетьманство Івана Виговського
З приходом до влади нового гетьмана І. Виговського, М. Суличич, очевидно, зберігає свою посаду полковника. Як паволоцький полковник він був присутній 7 (17) лютого 1658 року на раді в Переяславі, в результаті проведення якої 25 лютого було ще раз підтверджено гетьманство І. Виговського.
Можна констатувати, що відносини між Суличичем та гетьманом Іваном Виговським не склалися. Можливо, тут далася взнаки орієнтація першого на співпрацю з московським урядом, або підтримка ним виступу Мартина Пушкаря. Так, паволоцький полковник ще під час першого наступу на Пушкаря остерігав своїх товаришів, щоб «не стратили славної пам'яті покійного гетьмана», захопившись боротьбою з Пушкарем і відкривши полякам і орді західний кордон. 18 (28) травня з Торчиці він написав листа київському воєводі Андрію Бутурліну і наказному київському полковнику Павлу Яненку-Хмельницькому про антимосковські дії Виговського і, одночасно, радив підтримати Пушкаря.
Суличич не пішов у похід проти повстанців Пушкаря і після перемоги Виговського вимушений був втекти з полку. Після поразки повстання Пушкаря, гетьман понищив багатьох полковників, котрих він підозрював у змові. Водночас з репресіями проти полковників, в 1658 р. було розстріляно 12 сотників різних полків «за то что они писмами ссилались с Пушкарем». Уманський полковник Безпалий, паволоцький Суличич, генеральний осавул Ковалевський від гетьманського гніву повтікали. Цікаво, що київський воєвода В. Шереметєв у відписці царю від 15-23 липня 1658 р. називає М. Суличича торчицьким (не паволоцьким) полковником.
Спроба знищити Паволоцького полковника Михайла Суличича безсумнівно посилила опозиційні антивиговські настрої у цьому полку. Після вищевказаних подій Суличич втрачає посаду паволоцького полковника, на цьому посту ми бачимо, принаймні з серпня 1658 р., Івана Богуна.

### Гетьманство Юрія Хмельницького
Після зміни уряду І. Виговського урядом Ю. Хмельницького, Михайло Суличич поновив державну службу, будучи, очевидно, вписаним до складу Військового товариства. Він разом з А. Одинцем, В. Дворецьким, О. Фецкевичем, П. Апостолом, М. Булигою, П. Дорошенком, Н. Кононовичем, Г. Дорошенком, контролював московський вектор зовнішньополітичної діяльності цього гетьмана.

#### Невдале посольство до Москви
9 жовтня 1660 року в розпал Слободищенської битви Юрій Хмельницький відрядив Михайла Суличича разом з Нестором Кононовичем Унучко-Посудевським та Григорієм Дорошенком як послів до Москви з реляцією про своє становище. Гетьман… казав йому засвідчити там, що він пристав до поляків по неволі; заприсягти королю його примусили задніпрянські полковники, зрадники; вони «по лядському хотінню шукають погибелі всього війська запорозького». Юрій благав Москву не винуватити його; тепер він піклуватиметься, щоб Правобережну Україну привернути до царя і сам вже ніколи не виступить з підданства і слухняності до нього.
Це посольство прибуло до Москви на рубежі 1660-1661 років і, очевидно, було заарештоване. Відомо, що Н. Кононович та Г. Дорошенко перебували в полоні аж до 1667 року. Михайло Суличич мабуть звільнився раніше, адже ми бачимо його в Україні вже 1665 року.

### Гетьманування Петра Дорошенка

#### На посаді Генерального судді
За гетьманування Петра Дорошенка Михайло Суличич досягнув найвищих щаблів у своїй кар'єрі. Він обіймав посаду Генерального судді (18 серпня 1665 — лютий 1666 — ?). Його підпис як Генерального судді стоїть під Присягою Війська Запорозького і гетьмана П. Дорошенка польському королю від 8 (18) серпня 1665 р., під «Інструкцією» козацьким послам на Сейм від лютого 1666 року.
Маємо інформацію про те, що від гетьмана П. Дорошенка до кримського хана в лютому-березні 1672 року послами їздили Матвій Бойченко і (ймовірно Михайло) Суличич.

#### На посаді компанійського полковника, наказного гетьмана. Загибель
З посади Генерального судді Суличич перейшов на посаду полковника, очевидно компанійського охочекомонного. 1672 року Михайло Суличич обійняв посаду наказного гетьмана. Проте, досягнувши піку кар'єри, М. Суличич загинув за досить банальних обставин. Так, невдоволення міщан Умані постоєм сердюцьких полків гетьмана Дорошенка вилилося 18 квітня 1672 року через побутовий конфлікт у масове повстання. Докладний його опис залишив С. Величко (щоправда, він помилково переніс саму подію на весну 1673 р.):
|  | «Коли ж підпилі Дорошенкові полковники їхали з того братського обіду в Умань на свої квартири, то один з них, компанійський Силичич (Михайло Суличич), потрутив конем на вулиці одного чи двох також підпилих чоловіків. За це інші люди, збоку, підпилі також, почали його лаяти, тоді він одразу кинувся на них із канчуком чи шаблею. Підпилі люди, побачивши те з усіх вулиць і завулків, одразу запалилися великим вогнем гніву і, схопившись хутко за дрюччя, кинулися на тих полковників. Полковники, побачивши ту на себе біду, розрізнилися. Жеребило подався вбік і сховався від убивства, а Силичич замкнувся в одному будинку на передмісті і хоча відстрілювався від людської навальності, однак не оборонився, його було забито з людьми, що були при ньому. Потім в Умані вдарено в дзвони на ґвалт, і вся цілком Умань розгорілася лютим вогнем на Дорошенкових компанійців і сердюків. Побачивши це, компанійці добралися до коней і розпорхнулися зі своїх квартир, кому Бог зволив уникнути тодішньої своєї смерті. А сердюки, збігшись до купи, либонь добре боронилися супроти шаленої людської навальності, однак проти незмірної сили не могли оборонитися і всі були вбиті не без шкоди й для уманців. А полковника Жеребила на другий день знайдено і відіслано живцем до поляків та Ханенка» |

.

### Можливі родичі
Серед можливих родичів Михайла Суличича згадуються:
- Суличич Андрій — писар Черкаського полку у 1659–1662 рр.[4], який, здогадно, міг бути його сином;
- Суличич Костянтин — під час Чорної ради 1663 р. у Ніжині говорили про можливе обрання гетьманом «…Полтавского полку казака Костянтина Суличича или нежинского казака Григорея Кобылецкого»[37];
- Суличич Іван — мешканець стародубський, військовий товариш Стародубського полку (1693). У нього вдома зі скрині вкрадено 50 талерів і 100 золотих. Допомагав йому у пошуках злодія генеральний осавул Андрій Гамалія, що свідчить про їх знайомство ще на Паволоччині[21];
- Суличич Іван — сотенний писар у 1723–1742 рр. Миргородського полку[38].